# Espinho (Mortágua)
Espinho ist eine Gemeinde (Freguesia) im portugiesischen Kreis Mortágua. Dort leben 984 Einwohner (Stand 19. April 2021). Hauptwirtschaftszweig ist die Forstwirtschaft.

## Geschichte
Laut José Assis e Santos (1903–1979), portugiesischer Historiker und Mediziner, stand die Gemeinde ursprünglich unter kirchlicher Gerichtsbarkeit und war ursprünglich vom Mosteiro da Vacariça abhängig, bis das Kloster 1093 aufgelöst wurde und sein Besitz an das Bistum Coimbra überging.
Die Gemeinde wurde auch stark von der Dritten Französischen Invasion betroffen, als sie vor der historischen Schlacht von Buçaco unter dem Durchzug der französischen Soldaten litt.
Im Jahr 1878 begann der Bau der Linha da Beira Alta, die durch mehrere Ortschaften dieser Gemeinde führte. Diese Bahnlinie ist heute noch in Betrieb und verfügt in der Gemeinde über einen Haltepunkt (Soito), der als Hauptzugangspunkt zu öffentlichen Verkehrsmitteln dient und die Bewohner näher an städtische Zentren wie Coimbra und Guarda heranführt.

## Orte
Die Gemeinde besteht aus den folgenden 22 Dörfern:
| - Água Levada - Anceiro - Aveleira - Azival - Barracão (Espinho) - Castanheira (Espinho) | - Falgaroso da Serra - Painçal - Pomares (Espinho) - Quilho - Ribeira (Espinho) | - Santa Cristina (Espinho) - Sobrosa (Mortágua) - Soito (Mortágua) - Truta de Baixo - Truta de Cima | - Vila Boa (Espinho) - Vale da Vide - Vale de Carneiro - Vale de Mouro - Vila Meã da Serra |